# Storholmen, Huddinge
Storholmen (även Storön) är en halvö i sjön Trehörningen i kommundelen Sjödalen-Fullersta, Huddinge kommun. Den är bebyggd med ett mindre antal villor uppförda under 2000-talet, samt några äldre sommarstugor. Större delen av området utgörs av skogs- och strandområden tillgängliga för allmänheten. 
Ursprungligen var Storholmen en ö, avskild från fastlandet. Under 1920-talet styckades området upp i tomter för sommarstugebebyggelse vilka såldes, de flesta till arbetare från Stockholm. Ön förbands då också med fastlandet av en gångbro. Från 1920-talet och ett par decennier framåt bebyggdes tomterna med ett tjugotal små sommarstugor. På några av sjötomterna i öns nordvästra del anlades en badplats.
På 1960-talet lät Huddinge kommun fylla ut vattenområdet mellan Storholmens nordvästra del och fastlandet med sprängsten och jordmassor, så att ön fick fast landförbindelse. 
Från 1970-talet och framåt förvärvade Huddinge kommun fastigheter på Storholmen allteftersom de blev till salu. Inalles köpte kommunen 11 fastigheter och lät bränna ner eller riva sommarstugorna. Under 1990-talet inledde kommunen i samarbete med HSB planer på att exploatera området för flerfamiljshus. En proteströrelse bland kringboende som använde platsen för rekreation, startade under namnet ”Rädda Storön”. Protesterna fick till resultat att exploateringsplanerna skrinlades.